# نورمان لويس (مبارز بالسيف)
نورمان لويس (بالإنجليزية: Norman Lewis)‏ هو مبارز بالسيف أمريكي، ولد في 10 ديسمبر 1915 في نيويورك في الولايات المتحدة، وتوفي في 6 يونيو 2006.

## وصلات خارجية
- نورمان لويس على موقع أوليمبيديا (الإنجليزية)